# Thomas Reifeltshammer
Thomas Reifeltshammer (ur. 3 lipca 1988 w Ried) – austriacki piłkarz występujący na pozycji obrońcy. Gra w zespole SV Ried, którego jest równocześnie wychowankiem. Zdobył z tym klubem puchar Austrii w 2011 roku.